# امیرحسین متقی
امیرحسین متقی، مدیر روابط‌عمومی ستاد انتخاباتی حسن روحانی در انتخابات ریاست جمهوری ۲۴ خرداد ۱۳۹۲ که در جریان یکی از دورهای مذاکرات هسته‌ای در شهر لوزان، به سوئیس پناهنده شد.
او مدیر سابق ارتباط با رسانه‌های وزارت ورزش و جوانان، سردبیر سابق خبرگزاری ایسکانیوز، خبرنگار سابق روزنامه‌های فرهیختگان، شرق، سرمایه، بهار، کارگزارن، جام‌جم، هفت‌صبح، خبرگزاری ایلنا و هفته‌نامه‌ی همشهری‌جوان. خبرنگار ایرانی است که پس از اعزام از ایران به اروپا (لوزان سوئیس) جهت پوشش خبری محل مذاکرات هسته‌ای ایران با ۱+۵، در آنجا ماند و درخواست پناهندگی سیاسی داد.